# Mungos
Cầy lỏn (Mungos) là một chi động vật có vú trong họ Cầy mangut, bộ Ăn thịt. Chi này được E. Geoffroy Saint-Hilaire and F. G. Cuvier miêu tả năm 1795.

## Các loài
Chi này gồm các loài và phân loài:
- Mungos gambianus
- Mungos mungo
  - Mungos mungo mungo
  - Mungos mungo adailensis
  - Mungos mungo bororensis
  - Mungos mungo caurinus
  - Mungos mungo colonus
  - Mungos mungo grisonax
  - Mungos mungo mandjarum
  - Mungos mungo marcrurus
  - Mungos mungo ngamiensis
  - Mungos mungo pallidipes
  - Mungos mungo rossi
  - Mungos mungo senescens
  - Mungos mungo somalicus
  - Mungos mungo talboti
  - Mungos mungo zebra
  - Mungos mungo zebroides

## Hình ảnh

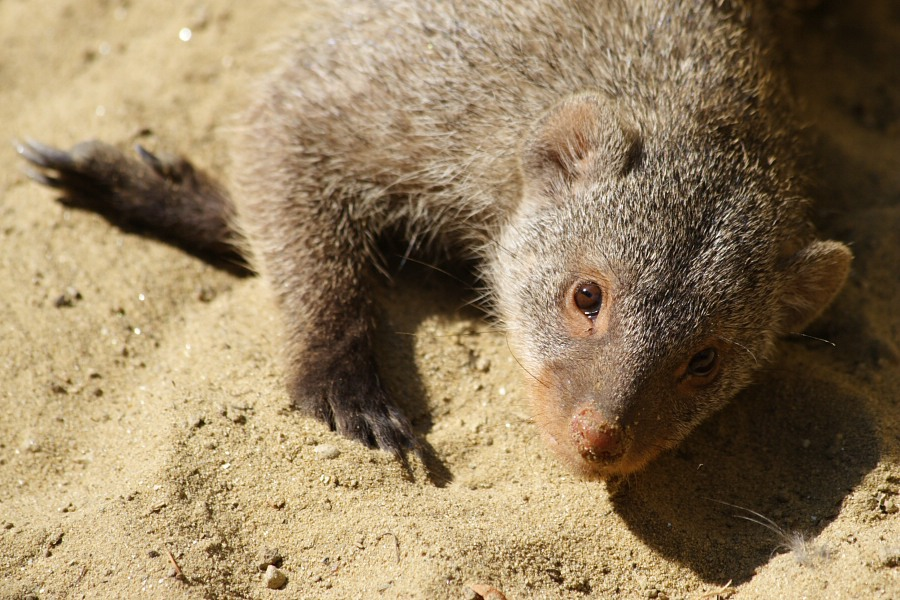
Mungos mungo
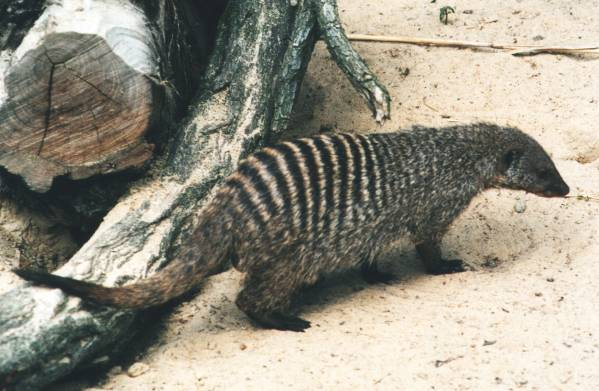
Mungos mungo
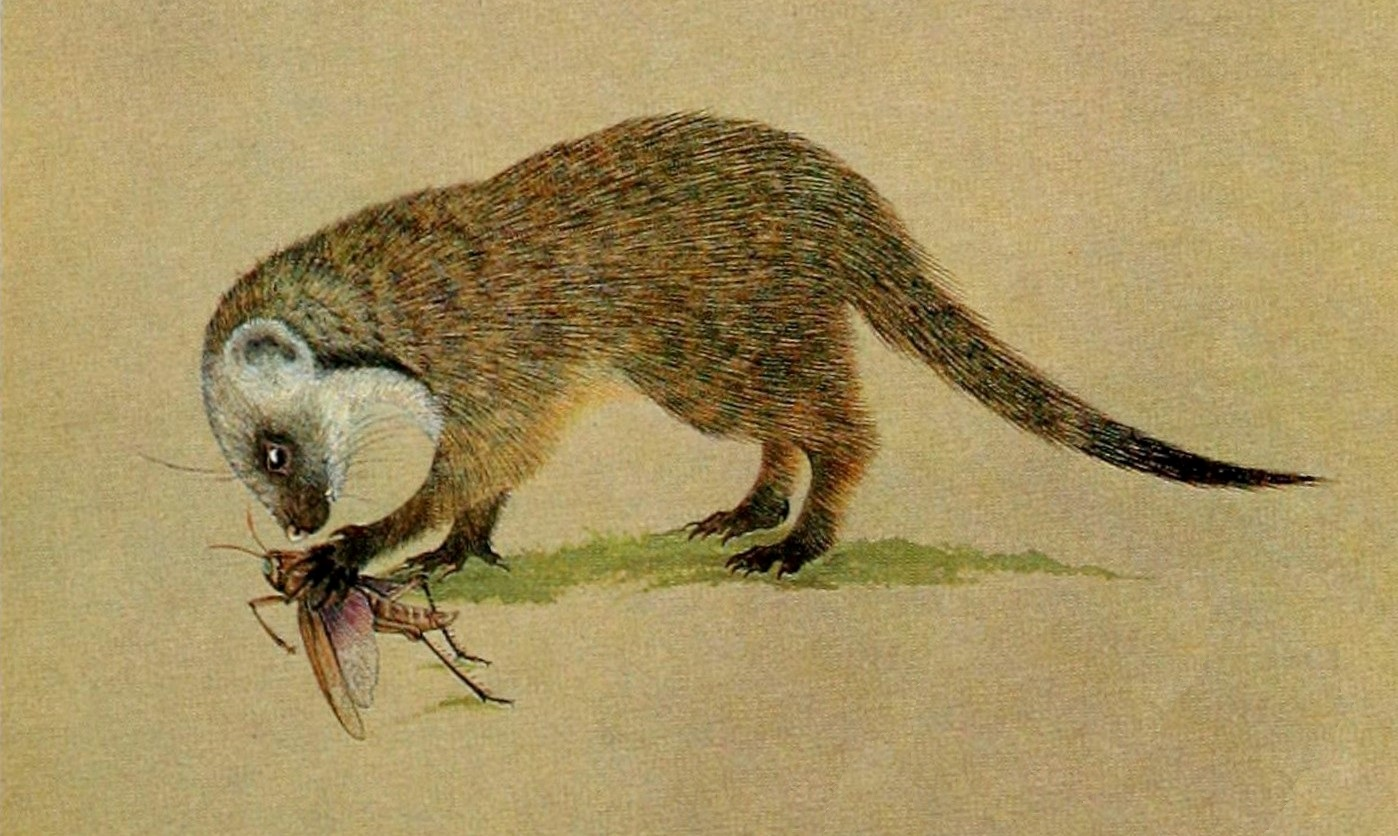
Mungos gambianus